# B&K Autohandel
Die B&K GmbH ist ein Automobilhandelsunternehmen mit Sitz in Osnabrück. B&K ist an 25 Standorten in Deutschland vertreten. In den Autohäusern werden sowohl Neuwagen der Marken BMW und Mini, als auch Gebrauchtwagen vertrieben. Eigentümer ist die Wellergruppe Holding SE & Co. KG.
Im Außenauftritt tritt B&K auch unter dem Dach der Wellergruppe auf. Die Teilbereiche Auto Weller (Toyota u. Lexus), B&K (BMW u. Mini) und Max Moritz (VW u. Audi) waren gesellschaftsrechtlich aber nicht miteinander verbunden. Der Teilbereich Max Moritz ging Ende 2017 in die Insolvenz. Im November 2020 kam es zu einer Neustrukturierung der Wellergruppe. Die zuvor eigenständigen Teilbereiche Auto Weller und B&K wurden unter dem Dach der Wellergruppe Holding SE & Co. KG zusammengefasst. Die B&K GmbH fungiert dabei weiterhin als eine Zwischenholding für den Bereich der Marken BMW und Mini.
Eigentümer der Wellergruppe Holding SE & Co. KG sind Burkhard Weller und Klaus Hellmann zu jeweils 50 %.

## Geschichte
Die B&K GmbH wurde im August 1996 gegründet, als Burkhard Weller den insolventen BMW-Händler H. P. Brinkmann & Knoery mit vier Autohäusern in Hamburg-Harburg, Lüneburg, Celle und Stendal übernahm. Da sich die Filiale Stendal noch in einer Zelthalle befand, wurde unmittelbar ein Neubau in Angriff genommen und Mitte 1997 bezogen.
Im Herbst 1998 gingen die BMW-Händler in Uelzen und Salzwedel in die Insolvenz. Während die Übernahme in Salzwedel problemlos lief, musste in Uelzen improvisiert werden, weil bei der Übernahme der Immobilie keine Einigung erzielt werden konnte. Die Filiale wurde zunächst in ein ehemaliges VW-Autohaus verlegt. Bereits im März 1999 wurden Betriebe in Bad Oeynhausen und Winsen (Luhe) übernommen. Im Januar 2001 konnte B&K in Uelzen seinen Neubau beziehen und das Provisorium im VW-Autohaus verlassen. Zeitgleich wurden die beiden BMW-Händler in Herford und Burgdorf übernommen.
Anfang 2004 bezog die Filiale Bad Oeynhausen ihren Neubau. In Höxter wurde der BMW-Händler übernommen. 2005 folgten die beiden Autohäuser des insolventen BMW-Händlers in Bad Homburg und Kronberg. Am 1. August 2006 wurden neue BMW-Betriebe in Paderborn und Bad Driburg eröffnet. Ende 2006 bezog das Autohaus in Winsen (Luhe) einen neuen Standort. Die Betriebe in Detmold und Bad Salzuflen wurden zum 1. Januar 2007 übernommen.
Mitte 2007 bezog die Filiale in Kronberg einen Neubau. Wenige Monate später konnte auch der Betrieb in Bad Homburg in einen Neubau umziehen. Das Autohaus in Hamburg-Harburg wurde grundlegend umgebaut und Mitte 2008 wiedereröffnet.
Nach einigen Jahren der Konsolidierung wurde Mitte 2014 der Neubau der Filiale in Detmold eröffnet. Der Betrieb in Herford wurde 2015 umgebaut und vergrößert. In Lüneburg wurde 2016 grundlegend umgebaut und im September desselben Jahres wiedereröffnet. Im April 2018 wurde in Burgdorf ein neugebautes Autohaus bezogen. Als 17. Filiale wurde Ende 2021 ein Betrieb in Hamburg-Bergedorf eröffnet. Zuvor hatte eine BMW-Werksniederlassung Mitte des Jahres geschlossen.
Mit der Walkenhorst-Gruppe wurden zum 1. Mai 2022 acht Autohäuser in Niedersachsen und Nordrhein-Westfalen übernommen. Diese befinden sich in Cloppenburg, Vechta, Diepholz, Osnabrück, Osnabrück-Hasepark, Ibbenbüren, Melle und Gütersloh. Mit der Übernahme von Walkenhorst wurde B&K auch Vertragshändler der Marke Alpina.

## Trivia
Die Abkürzung B&K geht auf den zuerst übernommenen Händler Brinkmann & Knoery zurück. Als Marketing-Gag wird gelegentlich kommuniziert, es handele sich um die Anfangsbuchstaben der Vornamen der beiden Gesellschafter (Burkhard Weller & Klaus Hellmann).